# 日本歯科医史学会
日本歯科医史学会（にほんしかいしがっかい、The Japan Society of Dental History ）は、千葉県松戸市に事務局を置く学会で、歯科医療及び歯科保健並びにその制度に関する歴史を研究し、それらの進展に寄与するとともに会員相互の親睦をはかることを目的とする団体。日本歯科医学会の専門分科会。

## 概要
1967年に歯学史集談会として発足し、1973年に日本歯科医史学会となる。2011年9月30日現在、会員数502名。2011年現在、理事長は渋谷鉱。

## 本部
千葉県松戸市栄町西2-870-1　日本大学松戸歯学部麻酔学教室内

## 加盟団体
- 日本歯科医学会
- 日本歯学系学会協議会